# 吉見精

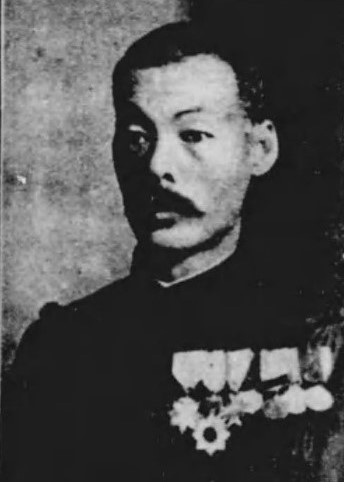
吉見精

吉見 精（よしみ せい、1854年（安政元年） - 1901年（明治34年）1月4日）は、日本の陸軍軍人。旧大日本帝国陸軍鉄道大隊の初代大隊長。旧佐倉藩士。千葉県出身。

## 概要
研究心が殊の外旺盛であったといわれ、1886年（明治18年）に陸軍大学校教官としてドイツ陸軍からメッケル参謀少佐が招かれた際、月曜会を組織して兵学知識の吸収に尽力した。日清戦争時には、逓信省から出向した軍属を主体として構成された臨時電信隊を指揮して活躍する。
日清戦争直後の陸軍軍制改革によって鉄道大隊が創設されたが、当時工兵中佐だった吉見が、その初代大隊長に就任した。
1901年（明治34年）1月の義和団の乱の際、遠征先の天津で赤痢に感染し戦病死した。

## 栄典
- 1895年（明治28年）
  - 10月18日 - 勲五等双光旭日章・功四級金鵄勲章[3]
  - 11月18日 - 明治二十七八年従軍記章[4]
- 1897年（明治30年）10月30日 - 従五位[5]
- 1901年（明治34年）
  - 1月8日 - 勲四等瑞宝章[6]
  - 3月16日 - 靖国神社合祀[7]